# Судаково (Можайский район)
Судаково — деревня в Можайском районе Московской области, в составе Сельского поселения Борисовское. Численность постоянного населения по Всероссийской переписи 2010 года — 1 человек. До 2006 года Судаково входило в состав Борисовского сельского округа.
Деревня расположена в южной части района, примерно в 15 км к югу от Можайска, на речке Роженка (левый приток Протвы), высота центра над уровнем моря 188 м. Ближайшие населённые пункты — Кикино на запад, Андреевское на север и Камынинка на юг.